# Lemchaheb
LemChaheb (também chamado Lamchaheb) é um grupo musical  marroquino muito popular criado em 1975 em Casablanca, conhecido por seu gosto pela música ocidental e pelo estilo provocador.
LemChaheb tem a particularidade de introduzir instrumentos elétricos modernos e de compor letras denunciando os excessos do regime político marroquino. De fato, eles foram muitas vezes comparados aos Sex Pistols. 
Com muitas influências musicais diametralmente opostas como o raï, a música berbere, a música gnawi, o rock e o pop, LemChaheb é reconhecido por ter participado da renovação da música marroquina dos anos 70 até os anos 80, quando o grupo saiu de cena.

## No Brasil
No Brasil, o LemChaheb se tornou conhecido pela música "Fata Morgana", na trilha sonora da novela Sassaricando, em colaboração com o grupo de rock alemão Dissidenten. A canção foi lançada no álbum Sahara Elektrik, da banda alemã, de 1984.